# Volta a Llombardia 1925
La Volta a Llombardia 1925 fou la 21a edició de la Volta a Llombardia. Aquesta cursa ciclista organitzada per La Gazzetta dello Sport es va disputar el 4 de novembre de 1925 amb sortida i arribada a Milà després d'un recorregut de 251 km.
La competició fou guanyada per l'italià Alfredo Binda (Legnano-Pirelli) per davant dels seus compatriotes Battista Giuntelli i Ermano Vallazza (Legnano-Pirelli).
Costante Girardengo creuà la línia en segona posició però fou desqualificat.

## Classificació general
|    | Ciclista            | Equip                       | Temps      |
| -- | ------------------- | --------------------------- | ---------- |
| 1  | Alfredo Binda       | Legnano-Pirelli             | 8h 43' 40" |
| 2  | Battista Giuntelli  | Individual                  | + 8' 20"   |
| 3  | Ermanno Vallazza    | Legnano-Pirelli             | + 10' 30"  |
| 4  | Adriano Zanaga      | La Française-Diamant-Dunlop | + 15' 00"  |
| 5  | Giovanni Brunero    | Legnano-Pirelli             | m. t.      |
| 6  | Bartolomeo Aimo     | Alcyon-Dunlop               | + 15' 01"  |
| 7  | Egidio Picchiottino | Maino                       | m. t.      |
| 8  | Marco Giuntelli     | Individual                  | + 16' 30"  |
| 9  | Giuseppe Pancera    | Legnano-Pirelli             | + 17' 40"  |
| 10 | Michele Robotti     | Individual                  | m. t.      |